# Lyon (Mississippi)
Pour les articles homonymes, voir Lyon (homonymie).
Le hameau américain de Lyon est situé dans le comté de Coahoma, dans l’État du Mississippi. Lors du recensement de 2000, sa population s’élevait à 418 habitants. Le hameau de Lyon est bordé par la ville de Clarksdale au sud et à l'ouest.

## Source
- (en) Cet article est partiellement ou en totalité issu de l’article de Wikipédia en anglais intitulé « Lyon, Mississippi » (voir la liste des auteurs).